# Диспраксия
Диспраксия (от др.-греч. πρᾶξις — «активность») — расстройство моторной сферы. Характеризуется неточностью выполнения действий. Для диспраксии характерны: неуклюжесть, плохая координация, неловкость движений рук, неточность артикуляции, трудности при письме.
Диагноз ставится только при отсутствии других неврологических нарушений, таких как церебральный паралич, рассеянный склероз или болезнь Паркинсона. Это заболевание начинается в раннем детстве и длится всю жизнь. Считается, что оно затрагивает около 5 % населения планеты.

## История
Кольер впервые описал расстройство координации развития как «врожденную неприспособленность». Энн Джин Айрес в 1972 году назвала расстройство координации развития расстройством сенсорной интеграции, в то время как в 1975 году доктор медицины Сассон Губбей назвал это «синдромом неуклюжего ребёнка». Нарушение координации развития также называют «минимальной мозговой дисфункцией», хотя два последних названия больше не используются.
Всемирная организация здравоохранения в настоящее время классифицирует нарушение координации развития как «Специфическое нарушение двигательной функции в процессе развития».